# Wolfern
Wolfern est une commune autrichienne du district de Steyr-Land en Haute-Autriche.